# Hadena oriza
Hadena oriza är en fjärilsart som beskrevs av Druce 1889. Hadena oriza ingår i släktet Hadena och familjen nattflyn. Inga underarter finns listade i Catalogue of Life.